# شهرستان پاتنم (میزوری)
شهرستان پاتنم، میزوری (به انگلیسی: Putnam County, Missouri) یک سکونتگاه مسکونی در ایالات متحده آمریکا است که در میزوری واقع شده‌است.